# غار سجیران
غار سجیران مربوط به دوران‌های تاریخی پس از اسلام است و در شهرستان رودسر، بخش رحیم‌آباد، روستای سجیران واقع شده و این اثر در تاریخ ۲ بهمن ۱۳۸۲ با شمارهٔ ثبت ۱۰۷۱۱ به‌عنوان یکی از آثار ملی ایران به ثبت رسیده‌است.